# Івано-Франківськ-16
Івано-Франківськ-16 — режимне містечко закритого типу Міністерства оборони України в Івано-Франківській області, що складається з житлової зони та декількох військових об'єктів. Засноване 1950 року. Спочатку підпорядковувалося Міністерству середнього машинобудування СРСР, а потім 12-му ГУМО СРСР.

## Географія
Розташоване в долині Малої річки та річки Перемиськи (лівий притік річки Прут), на сході межує з адміністративними межами селища Делятин Надвірнянського району Івано-Франківської області. На півночі, півдні та на заході містечко обмежене гірськими хребтами масиву Ґорґани Українських Карпат.

## Історія
До 1949 року на території теперішнього містечка Івано-Франківськ-16 розташовувалося село Луг, мешканці якого були примусово переселені. Наприкінці 1950 року рішенням Ради Міністрів СРСР створювалися т. зв. «центральні бази зберігання ядерних боєприпасів», однією з яких і став «Об'єкт 711», або Івано-Франківськ-16 (в/ч 51989).
Військові підрозділи та власне містечко спочатку підпорядковувалися Першому головному управлінню при Раді міністрів СРСР, підприємства і апарат якого 26.06.1953 року перетворені на Міністерство середнього машинобудування СРСР (структура, що відповідала в Радянському Союзі за управління галуззю військово-промислового комплексу із забезпечення розробки, виробництва та зберігання ядерних боєзарядів), надалі — 12-му Головному управлінню Міністерства оборони СРСР.
Територія Івано-Франківська-16 була обнесена подвійним рядом колючого дроту, по внутрішньому периметру якого постійно курсували озброєні патрулі. Режимна територія була поділена на три частини: «передзонник», що починався відразу за КПП-1 при в'їзді з території Делятина, житлова зона і т. зв. «технічні території».
Береги річки Перемиськи частково були укріплені бетоном, а біля східної частини житлової зони русло було перегороджене бетонною дамбою з трьома шлюзами. На території містечка були побудовані 3 автомобільні та 3 пішохідні мости через Перемиську, у «передзоннику» — 2 автомобільні. Від залізничної станції Делятин до «перевалочної бази» у «передзоннику» побудована одноколійна залізнична гілка.
Військове містечко Івано-Франківськ-16 складалося лише з однієї вулиці: Авіаційної. Паспортна прописка мешканців містечка була як у жителів обласного центру: місто Івано-Франківськ, вулиця Авіаційна, будинок/квартира.

### Містечко у радянський період
До розпаду СРСР містечко перебувало в особливому статусі. Військову службу в частинах військового з'єднання проходили переважно офіцери-росіяни. Місцеве українське населення залучалося до роботи на цивільних посадах: працівники військторгу, працівники з обслуговування житлового фонду (КЕЧ), ремонтно-механічних майстерень, середній та молодший медичний персонал.
З метою маскування військовослужбовці частин гарнізону носили однострій військово-повітряних сил Міністерства оборони СРСР. Регулярно над самим містечком пролітали реактивні літаки, які приховано підлітали з боку гірських хребтів на дозвуковій швидкості і неподалік містечка різко прискорювалися до понадзвукової швидкості. Це імітувало зліт літаків з «прихованих гірських аеродромів» та підкріплювало легенду належності військових частин Івано-Франківська-16 до військово-повітряних сил. Можливо, з цією ж метою у 1987 році на території житлової зони був встановлений на постаменті корпус списаного реактивного літака МіГ-21. Цей літак добре видно на усіх супутникових знімках.
На території Івано-Франківська-16 був розгорнутий військовий шпиталь (в/ч 14433), що мав терапевтичне, хірургічне, інфекційне та акушерсько-гінекологічне відділення, окремо розташовані аптеку та двоповерхову поліклініку.
Для дітей до 7 років збудований типовий дитячий садочок («Сонечко»).
Освіту діти мешканців Івано-Франківська-16 здобували у загальноосвітній середній школі № 131 Міністерства освіти РСФСР (за легендою — одна зі шкіл Москви). Навчання здійснювалося за підручниками та освітньою програмою РСФСР виключно російською мовою.
Торгівля продуктами харчування і товарами широкого вжитку велася у 6 магазинах і кафетерії «Кулінарія». Асортимент продуктів харчування був досить широкий. Регулярно в продажу були дефіцитні на той час товари (розчинна кава, осетрова ікра, цитрусові), хоча придбати їх можна було згідно з «нормами постачання». Книжковий магазин був поєднаний з відділом побутової техніки, де можна було придбати аудіотехніку, телевізори, магнітофонні компакт-касети тощо.
Постійно діяла офіцерська їдальня, у якій могли харчуватися як військовослужбовці, так і їх родини, а також пивний бар. Пивний бар з приходом до влади Михайла Горбачова та з початком «антиалкогольної кампанії» у 1985 році був перепрофільований під молочне кафе. Проте, керамічна мозаїка пивної тематики на стінах так і лишилася, тому інтер'єр молочного кафе виглядав досить специфічно.
У Будинку офіцерів працювали бібліотека, кав'ярня-бар «Пілот», дитяча музична школа за класом фортепіано. Там же в кіноконцертному залі кілька днів на тиждень (середа, субота, неділя) демонструвалися кінофільми, а по суботах для дітей — збірки мультиплікаційних фільмів або дитячі кінофільми.
У часи «перебудови» в фоє Будинку офіцерів стали організовуватися суботні дискотеки, а у приміщенні лівого крила на першому поверсі відкрився відеосалон, де на екрані звичайного радянського кольорового телевізора демонструвалися невідомі тоді широкому загалу відеофільми іноземного виробництва.

### Містечко після розпаду СРСР
До 1993 року всі радіоактивні матеріали та ядерні заряди були вивезені до Російської Федерації, офіцери-росіяни з родинами виїхали до РФ, проте стали прибувати українські військовослужбовці з інших союзних республік.
Розпад СРСР негативно вплинув на всі сфери життя містечка. Колишнє матеріально-технічне забезпечення та фінансування армії різко скоротилися, коштів на належне утримання житлового фонду та території катастрофічно не вистачало.
Містечко пережило декілька хвиль скорочень, були повністю ліквідовані військовий госпіталь, аптека, поліклініка, закриті Будинок офіцерів та поштове відділення, скорочена торгівельна мережа. Будівлі госпіталю, поліклініки, лабораторії, Будинку офіцерів, плавального басейну перебувають у стані руйнації.
Річка Перемиська під час паводку зруйнувала усі пішохідні мости, два з яких (поблизу солдатської їдальні та поруч з дамбою) так і не відновили. Також річка в декількох місцях небезпечно підмила береги, частково зруйнувавши дорожнє покриття.

## Галерея

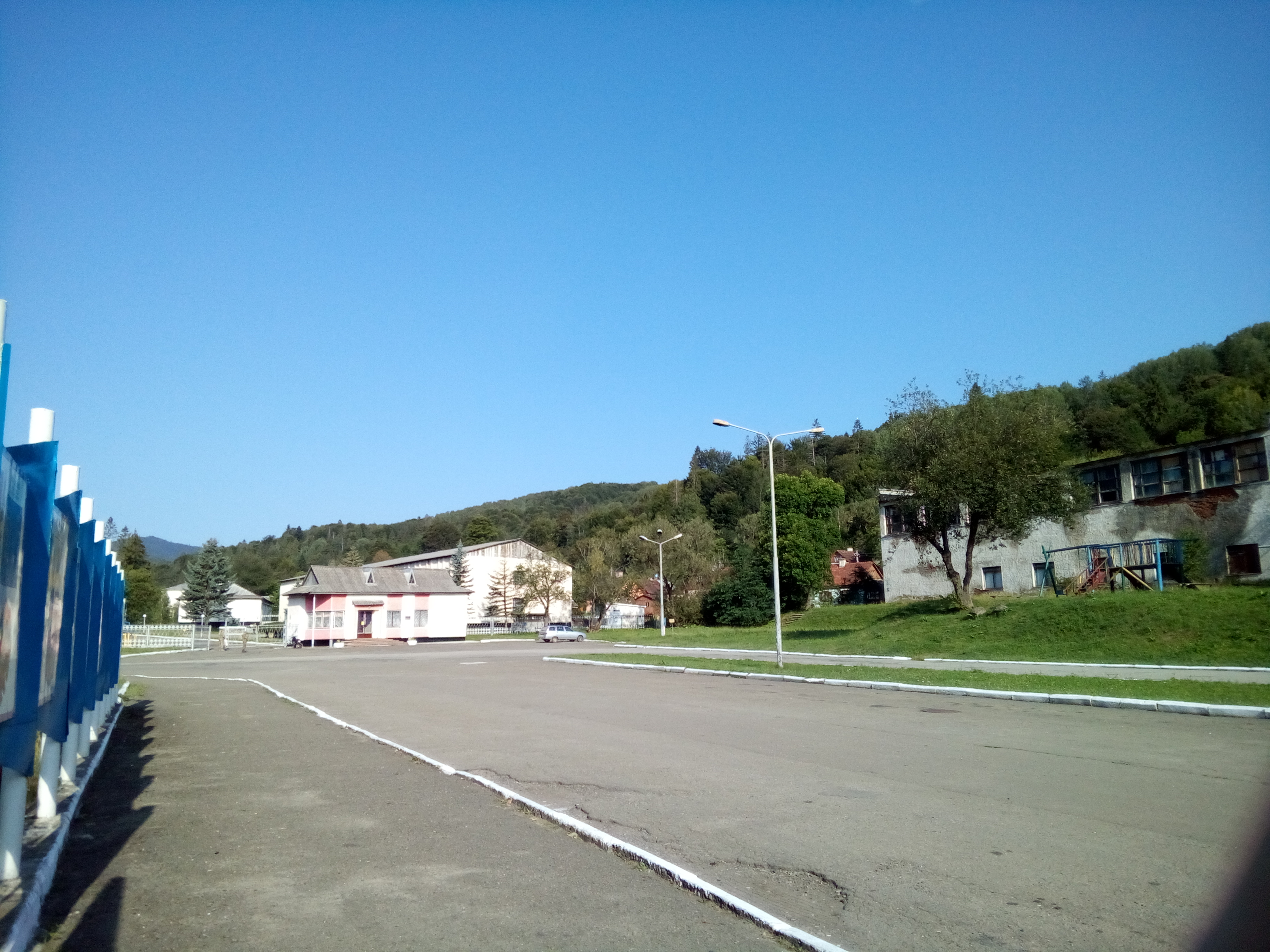

## Відео
- Тайна города-призрака в Карпатах. «Главная программа» [Архівовано 12 лютого 2020 у Wayback Machine.]
- Ивано Франковск 16 [Архівовано 13 листопада 2017 у Wayback Machine.]